# Trichieurina bohemica
Trichieurina bohemica är en tvåvingeart som först beskrevs av Lidia Ivanovna Fedoseeva 1962.  Trichieurina bohemica ingår i släktet Trichieurina och familjen fritflugor. Inga underarter finns listade i Catalogue of Life.